# Cape Girardeau Regional Airport

i7
i11
i13
Der Cape Girardeau Regional Airport (IATA: CGI, ICAO: KCGI) ist der Flughafen der Stadt Cape Girardeau im Cape Girardeau County im Südosten des US-amerikanischen Bundesstaates Missouri. Er liegt 13,8 km südlich der Stadt im Scott County. Der Flughafen befindet sich in Besitz der Stadt Cape Girardeau und wird für die Allgemeine Luftfahrt der Region an der Grenze zwischen den Bundesstaaten Missouri und Illinois genutzt.  

## Lage
Der Cape Girardeau Regional Airport liegt etwa 4 km westlich des Mississippi, der die Grenze zu Illinois bildet. Der Flughafen hat direkten Anschluss an die Interstate 55, die die kürzeste Verbindung von St. Louis nach Memphis bildet.

## Ausstattung
Der Cape Girardeau Regional Airport hat eine Gesamtfläche von rund 225 Hektar. Er verfügt über zwei Landebahnen mit Betonbelag bzw. Asphalt- und Betonbelag und ist ganzjährig täglich von 6:00 bis 22.00 Uhr geöffnet.

## Fluggesellschaften
Cape Air fliegt mehrmals täglich den Lambert-Saint Louis International Airport an.   

## Flugzeuge
Auf dem Flughafen sind insgesamt 44 Flugzeuge stationiert. Davon sind 30 einmotorige und acht mehrmotorige Propellermaschinen, vier Düsenjets sowie 2 Hubschrauber. Es gibt täglich 66 Flugbewegungen.